# Bäckerstraße 9 (Hötensleben)

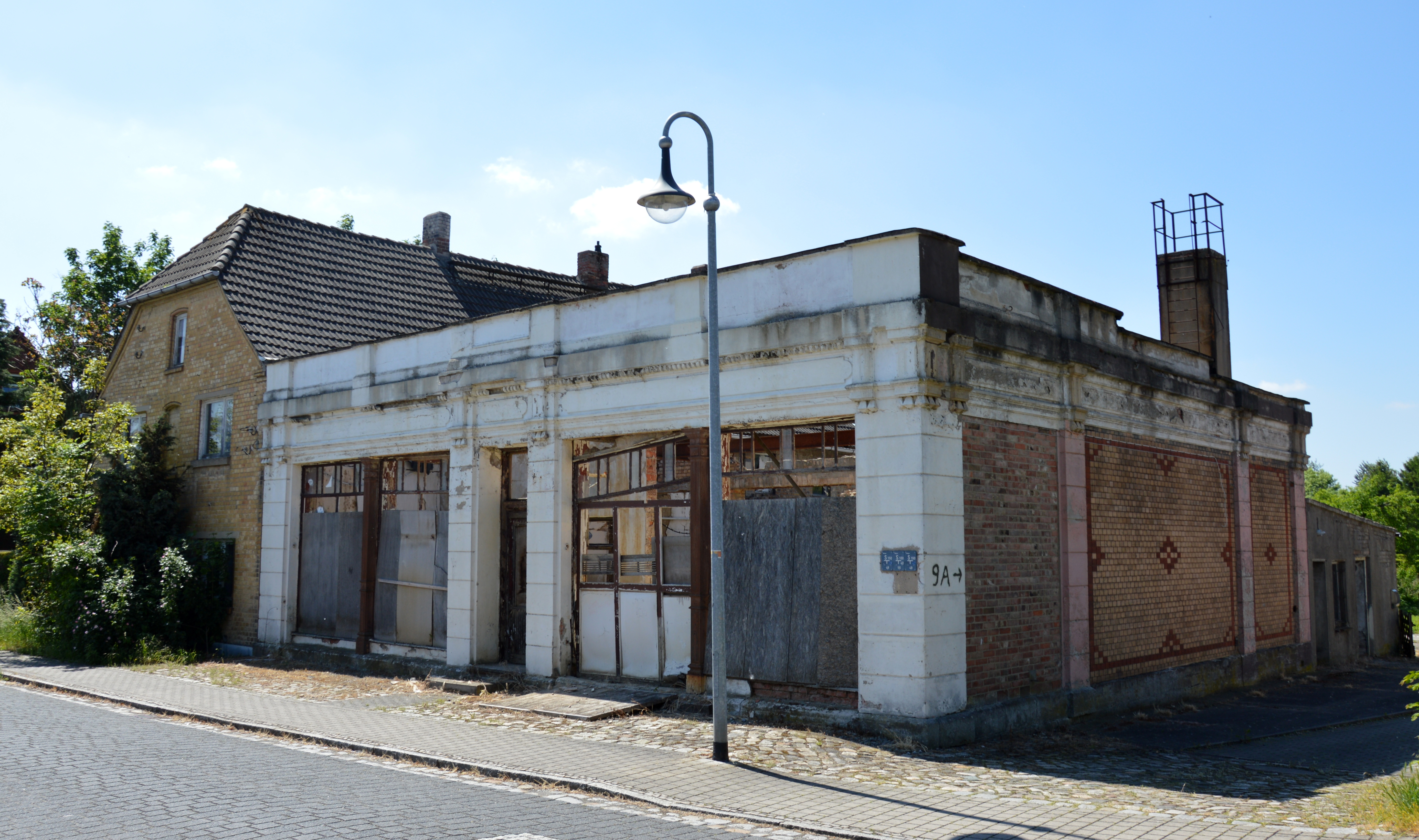
Bäckerstraße 9

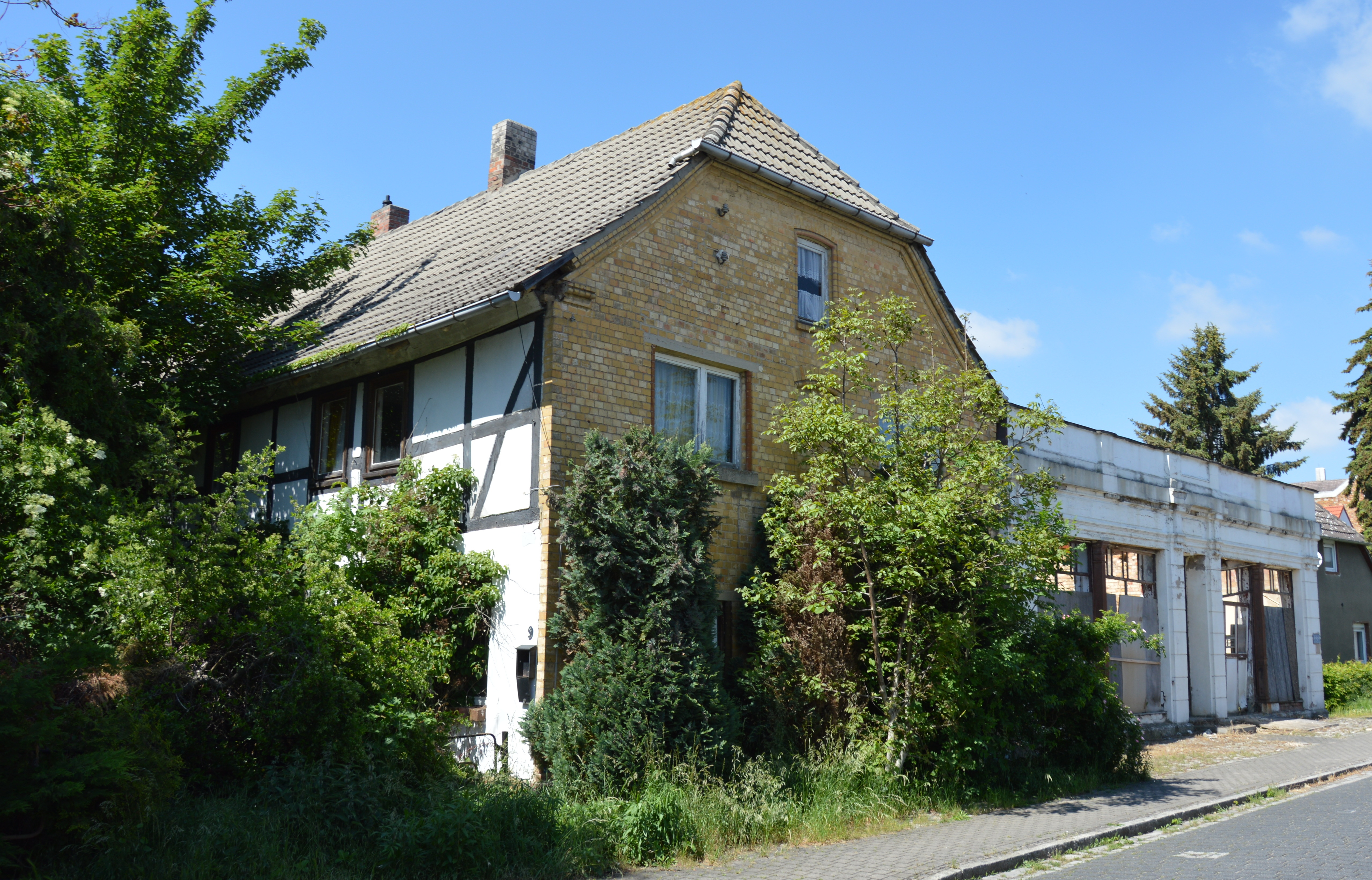
Wohnhaus

Das Gebäude Bäckerstraße 9 ist ein denkmalgeschütztes Wohn- und Geschäftshaus in Hötensleben in Sachsen-Anhalt.

## Lage
Es befindet sich im westlichen Teil Hötenslebens auf der Westseite der Bäckerstraße gegenüber der Einmündung der Straße Im Winkel.

## Geschichte und Architektur
Auf der Südseite des Grundstücks befindet sich ein giebelständiges zweigeschossiges Wohnhaus. Das zum Teil in Fachwerkbauweise errichtete Gebäude entstand nach einem Brand von 1829. Nördlich hieran angrenzend wurde in der zweiten Hälfte des 19. Jahrhunderts ein flach gedeckter eingeschossiger Ladenanbau angefügt. Zur Straße hin erhielt das Ladengeschäft vier große Schaufenster. Die Ladeneingangstür ist mittig angeordnet, die Fassade aufwendig gestaltet.
In den 2010er Jahren wurde der Anbau ruinös. Er ist derzeit (Stand 2017) sanierungsbedürftig und hat kein Dach. Die Fassade und die Außenwände sind jedoch erhalten.
Im Denkmalverzeichnis für Hötensleben ist das Wohn- und Geschäftshaus unter der Erfassungsnummer 094 56133 als Baudenkmal verzeichnet.